# Acupalpus brunnipes
Acupalpus brunnipes är en skalbaggsart som först beskrevs av Sturm 1825.  Acupalpus brunnipes ingår i släktet Acupalpus, och familjen jordlöpare. Arten förekommer tillfälligt i Sverige, men reproducerar sig inte.

## Bildgalleri

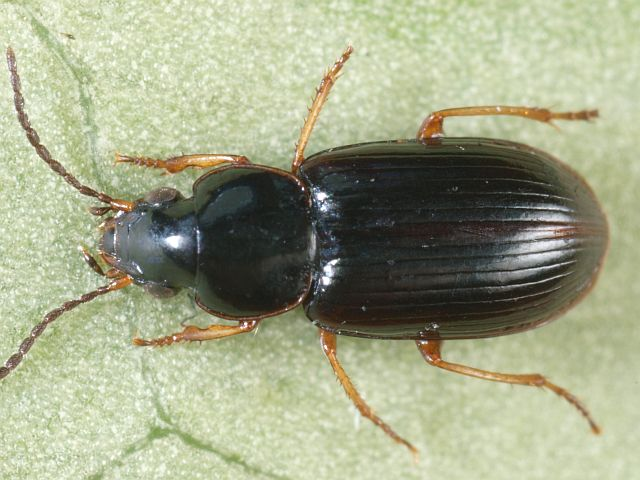